# آرک‌دیل (ویسکانسین)
آرک‌دیل (به انگلیسی: Arkdale) یک منطقهٔ مسکونی در ایالات متحده آمریکا است که در Strongs Prairie واقع شده‌است. آرک‌دیل ۵٫۷۵ کیلومتر مربع مساحت و ۸۵۷ نفر جمعیت دارد و ۲۸۴٫۹۹ متر بالاتر از سطح دریا واقع شده‌است.